# Schleswig-Holstein-Sonderburg-Glücksburg

Herzogliches Wappen Schleswig-Holstein-Sonderburg-Glücksburg

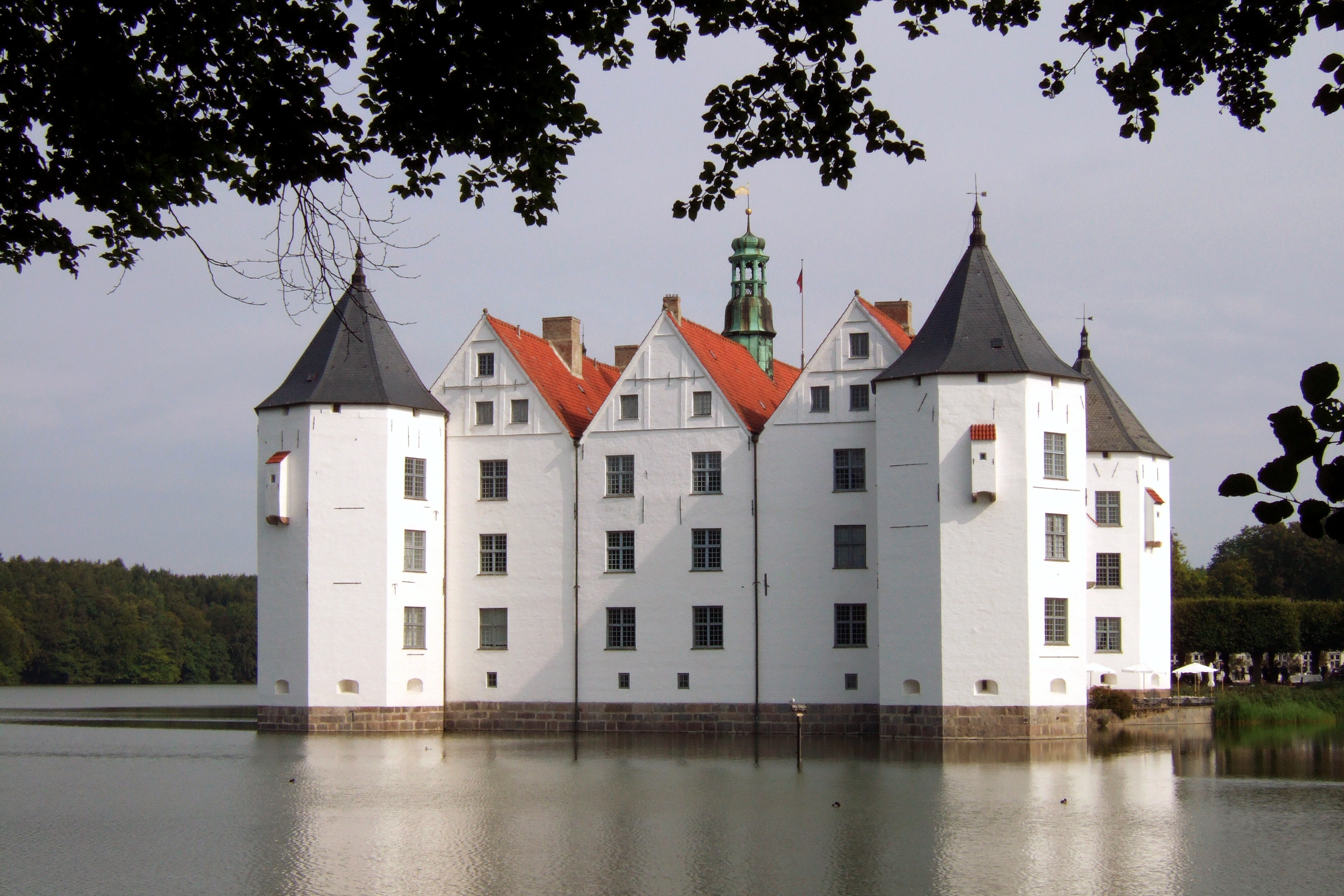
Schloss Glücksburg in Schleswig-Holstein, der namensgebende Stammsitz des Familienzweigs und offizieller Familiensitz

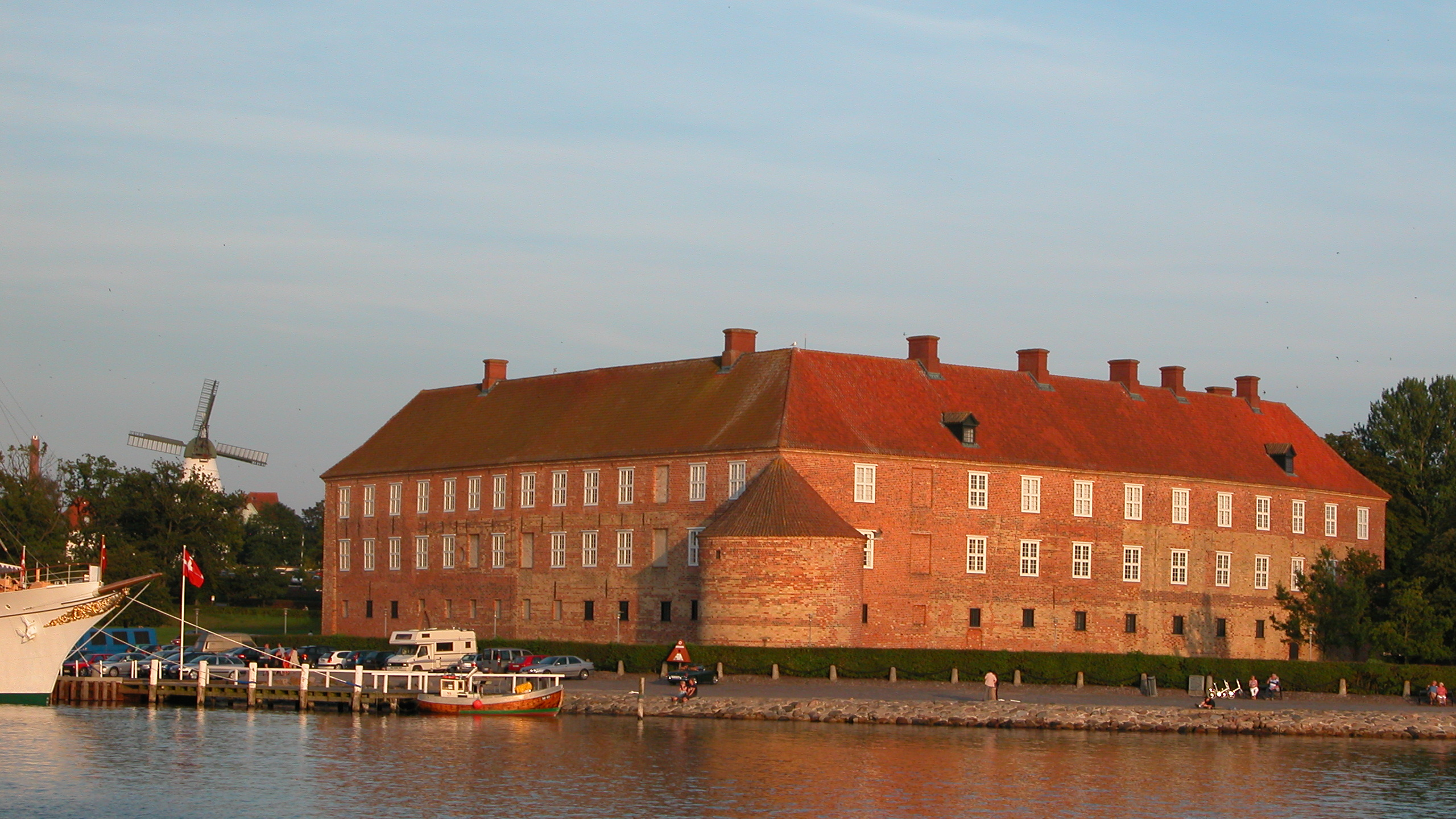
Schloss Sonderburg, Südjütland (Dänemark)

Schleswig-Holstein-Sonderburg-Glücksburg, kurz Haus Glücksburg, ist der Name einer 1825 gegründeten Linie, die dem Haus Schleswig-Holstein-Sonderburg entstammt, einer Nebenlinie des Gesamthauses Oldenburg (siehe dazu die Stammliste des Hauses Oldenburg, Abschnitt Linie Schleswig-Holstein-Sonderburg). Nach dem Erlöschen der Linie Schleswig-Holstein-Sonderburg-Augustenburg im Jahr 1931 ist die Glücksburger Linie, deren Name auf das Glücksburger Schloss an der Ostsee verweist, die einzige noch bestehende deutsche Linie des Hauses Schleswig-Holstein.
Das Haus Glücksburg gehört zur europäischen Hocharistokratie und stellt bis heute die Monarchen von Dänemark und Norwegen sowie bis 1974 von Griechenland. Königin Sophia, Tochter des griechischen Königs Paul und Mutter des spanischen Königs Felipe VI., gehört dem Geschlecht ebenfalls an. 
Prinz Philip, der Vater des britischen Königs Charles III., entstammte gleichfalls dem Haus Glücksburg. Seine Nachkommen mit Elisabeth II. bezeichnen sich jedoch in Abweichung von der agnatischen Erbfolge weiterhin als Angehörige des Hauses Windsor.

## Geschichte

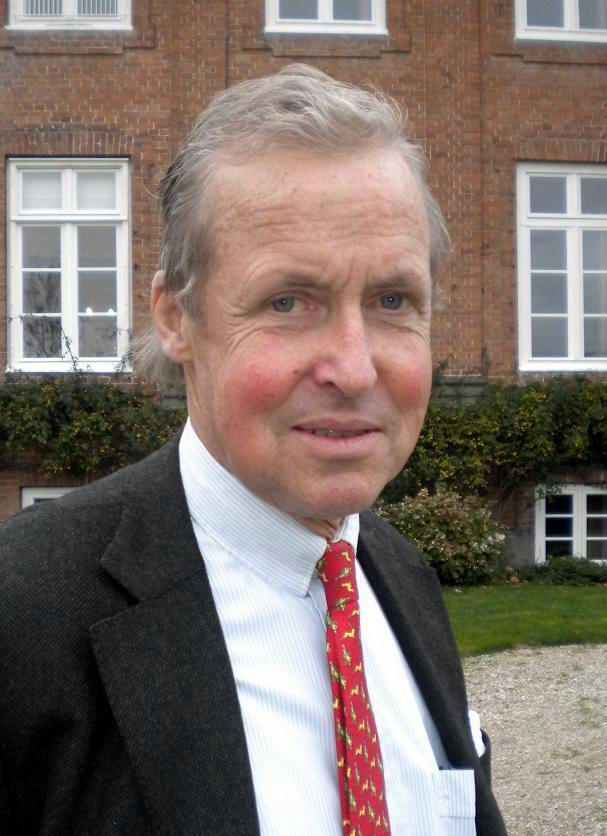
Christoph zu Schleswig-Holstein, früheres Oberhaupt des Hauses Schleswig-Holstein

Johann von Schleswig-Holstein-Sonderburg gründete 1564 das Haus Schleswig-Holstein-Sonderburg. Diesem Hause entstammte August Philipp, der 1627 das Haus Schleswig-Holstein-Sonderburg-Beck gründete. Benannt ist es nach dem Haus Beck bei Löhne, dessen Land zum Besitz gehörte. Aus der Linie Beck ging 1825 die hier betrachtete jüngere Glücksburger Linie hervor: Herzog Friedrich Wilhelm wurde der Titel Herzog zu Schleswig-Holstein-Sonderburg-Glücksburg durch den dänischen König Friedrich VI. verliehen, allerdings ohne Herrschaftsrechte, die der dänische König als regierender Herzog von Schleswig und Holstein selbst ausübte. Während Herzog Friedrich Wilhelms ältere Söhne Karl und Friedrich die deutsche, nicht regierende herzogliche Linie des Hauses Glücksburg fortsetzten, kam sein jüngerer Sohn Christian IX. 1863, nach dem Aussterben der älteren, dänischen Königslinie des Hauses Oldenburg, auf den dänischen Thron (indem er sich gegen die Ansprüche der Augustenburger Linie durchsetzte) und begründete den bis heute in Dänemark regierenden Zweig des Hauses Glücksburg. Schon 1865, als Ergebnis des Deutsch-Dänischen Krieges, verlor der dänische König aber die Herzogtümer Schleswig (mit Glücksburg), Holstein und Lauenburg an Preußen.
König Christians IX. Sohn Wilhelm wurde 1863 als Georg I. König von Griechenland; Carl, ein Enkel Christians IX., wurde als Haakon VII. 1905 König von Norwegen. Viele europäische Königsfamilien sind bis heute mit der Linie Schleswig-Holstein-Sonderburg-Glücksburg verwandt.

## Herzöge

Wappen Schleswig-Holsteins

| Name                | Zeit      |
| ------------------- | --------- |
| Friedrich Wilhelm   | 1816–1831 |
| Karl                | 1831–1878 |
| Friedrich           | 1878–1885 |
| Friedrich Ferdinand | 1885–1918 |

## Chefs des Hauses Schleswig-Holstein
| Name                                      | Zeit      |
| ----------------------------------------- | --------- |
| Friedrich Ferdinand                       | 1918–1934 |
| Friedrich zu Schleswig-Holstein           | 1934–1965 |
| Peter zu Schleswig-Holstein               | 1965–1980 |
| Christoph zu Schleswig-Holstein           | 1980–2023 |
| Friedrich Ferdinand zu Schleswig-Holstein | seit 2023 |

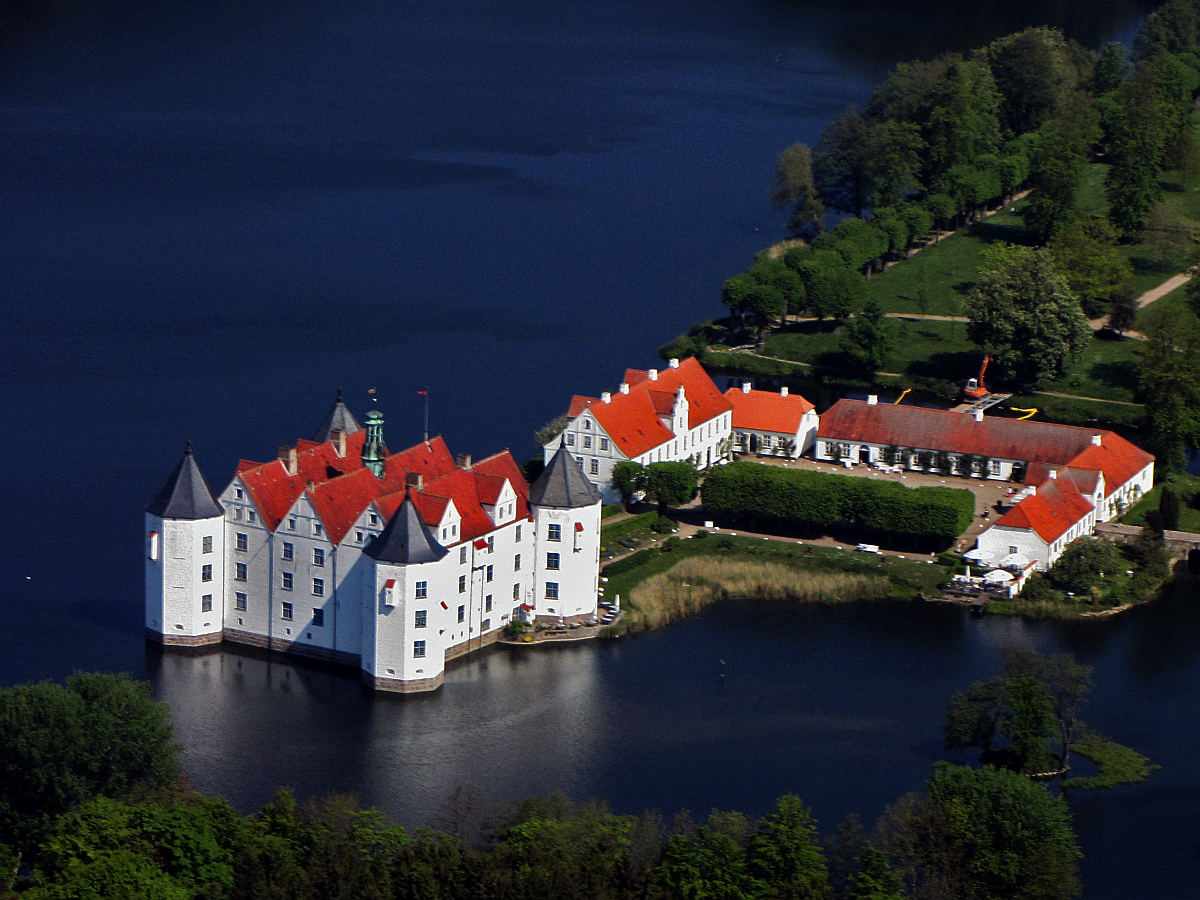
Glücksburg, herzogliche Familienstiftung
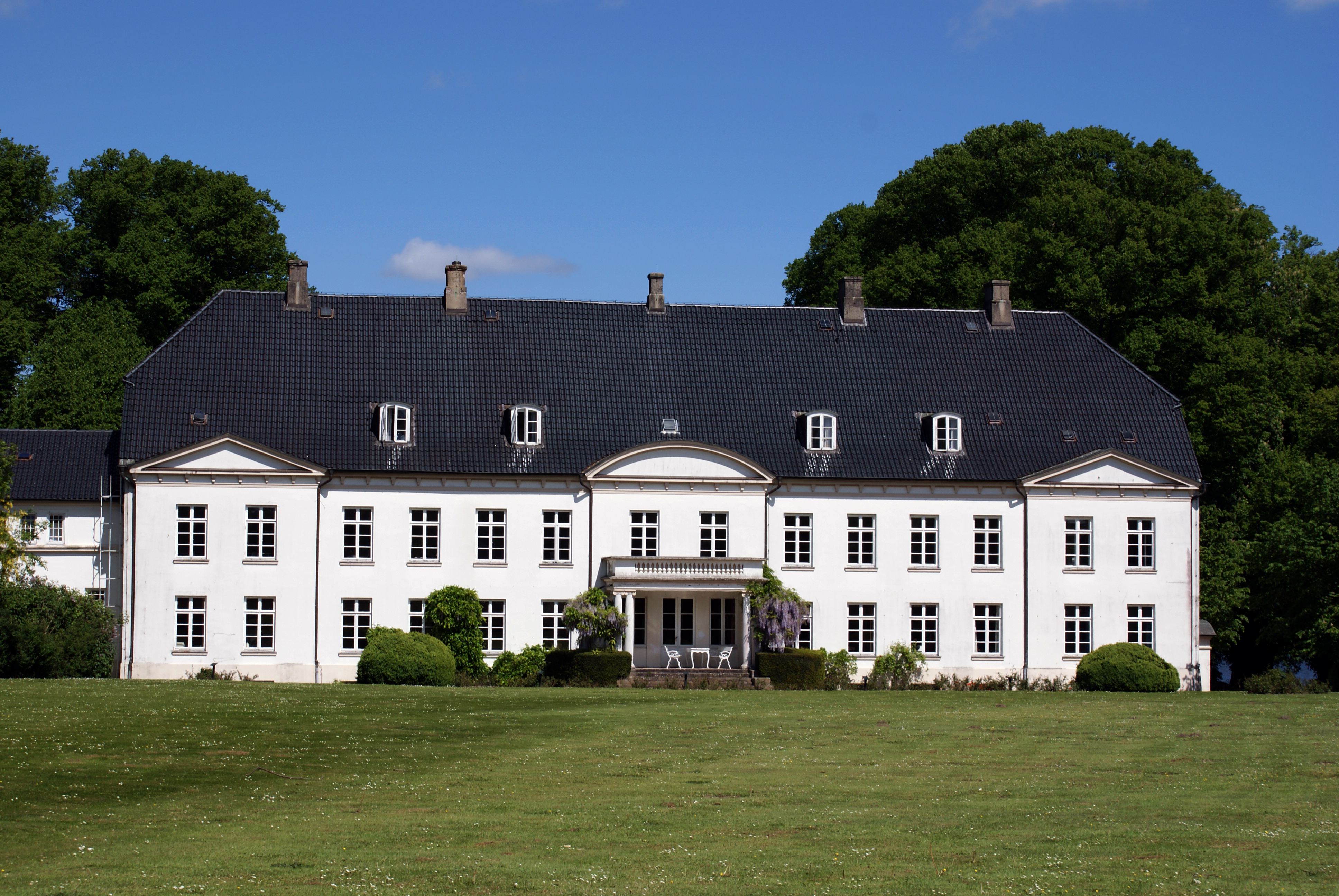
Schloss Louisenlund, herzogliche Familienstiftung
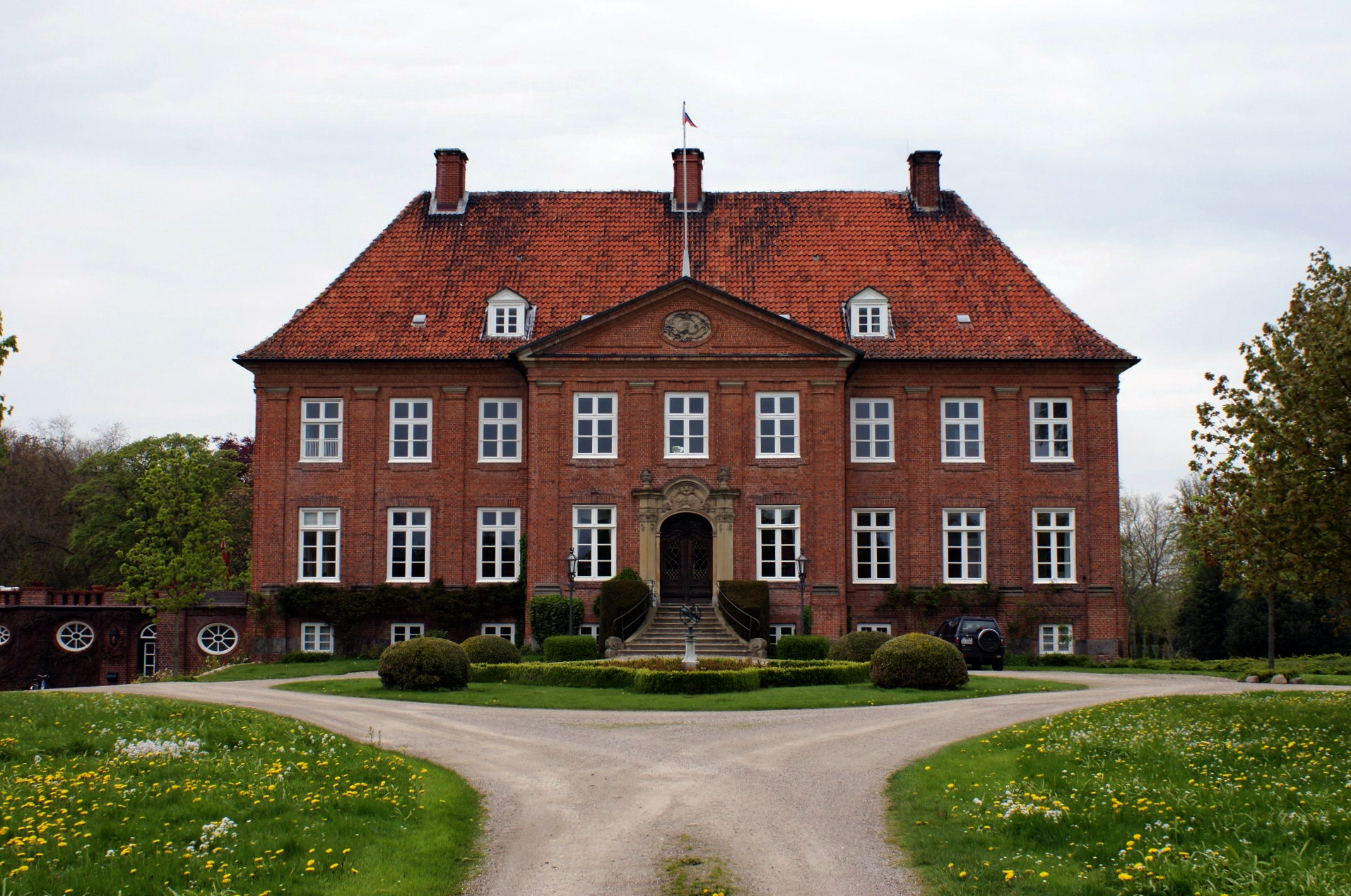
Gut Grünholz, Wohnsitz des Herzogs zu Schleswig-Holstein
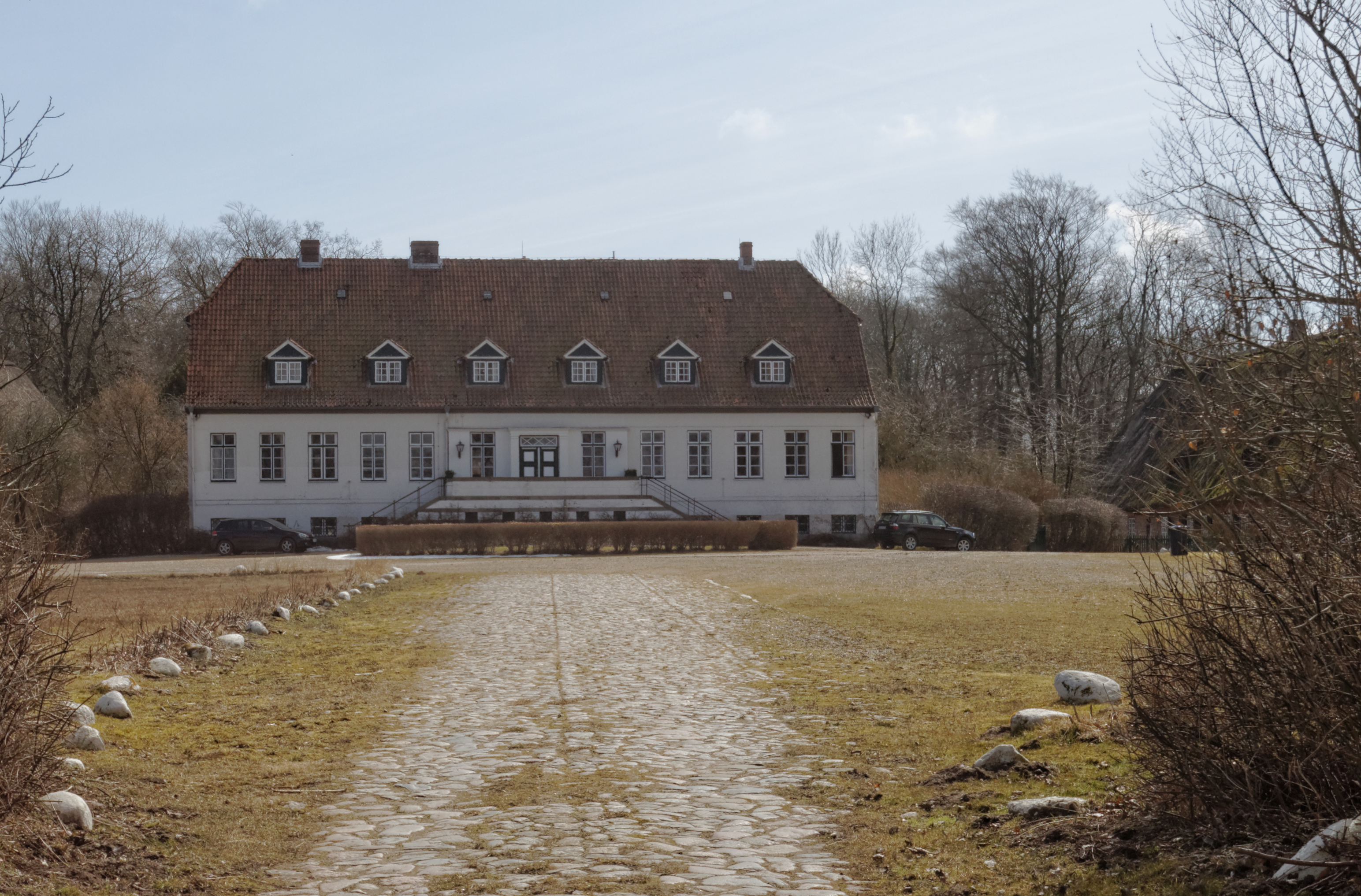
Gut Bienebek, Alterswohnsitz der Herzogin zu Schleswig-Holstein Thumby

## Monarchen von Dänemark (seit 1863)
| Name            | Regierungszeit |
| --------------- | -------------- |
| Christian IX.   | 1863–1906      |
| Friedrich VIII. | 1906–1912      |
| Christian X.    | 1912–1947      |
| Friedrich IX.   | 1947–1972      |
| Margrethe II.   | 1972–2024      |
| Friedrich X.    | seit 2024      |

Wappen des Königreichs Dänemark unter Friedrich X.

Mit Christian IX. bestieg 1863 der vierte Sohn Herzog Friedrich Wilhelms, des Begründers des Hauses Schleswig-Holstein-Sonderburg-Glücksburg, den dänischen Thron. Das Königshaus stellt damit eine Nebenlinie des Herzogshauses dar, von der wiederum der griechische und der norwegische Zweig des Hauses als weitere Nebenlinien abstammen.
Der derzeitige dänische König Friedrich X. entstammt dem Haus über seine Mutter nur mehr cognatisch, wenngleich das Königshaus sich offiziell noch als Haus Glücksburg bezeichnet. Agnatisch entstammt er hingegen durch seinen Vater, den Prinzgemahl Henrik, der französischen Familie de Laborde de Monpezat. Mit dem Tod des Erbprinzen Knut 1976 und des Prinzen Gorm 1991 ist die dänische Linie des Hauses Glücksburg (mit Ausnahme der griechischen und norwegischen Zweige) im erbberechtigten Mannesstamm erloschen. 

Andere, dem Haus agnatisch entstammende Angehörige, z. B. der vormalige Prinz Ingolf, haben aufgrund von nicht standesgemäßen Ehen die Mitgliedschaft zum Haus verloren und für sich und ihre Nachkommen den Titel Graf von Rosenborg erhalten.

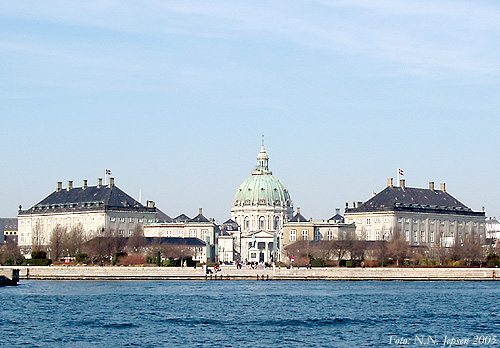
Schloss Amalienborg, Kopenhagen, Residenz des Königs von Dänemark
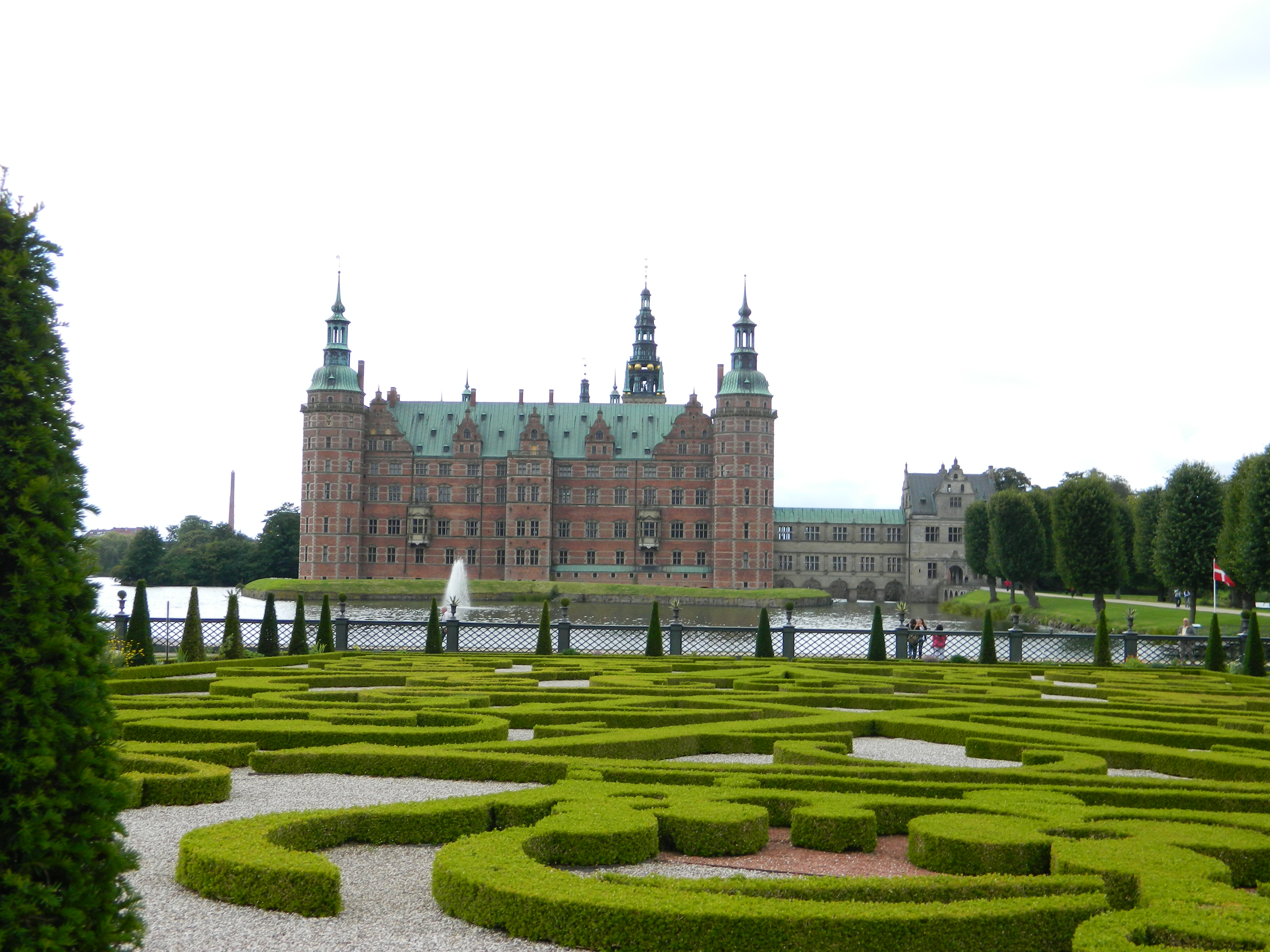
Schloss Frederiksborg, Hillerød
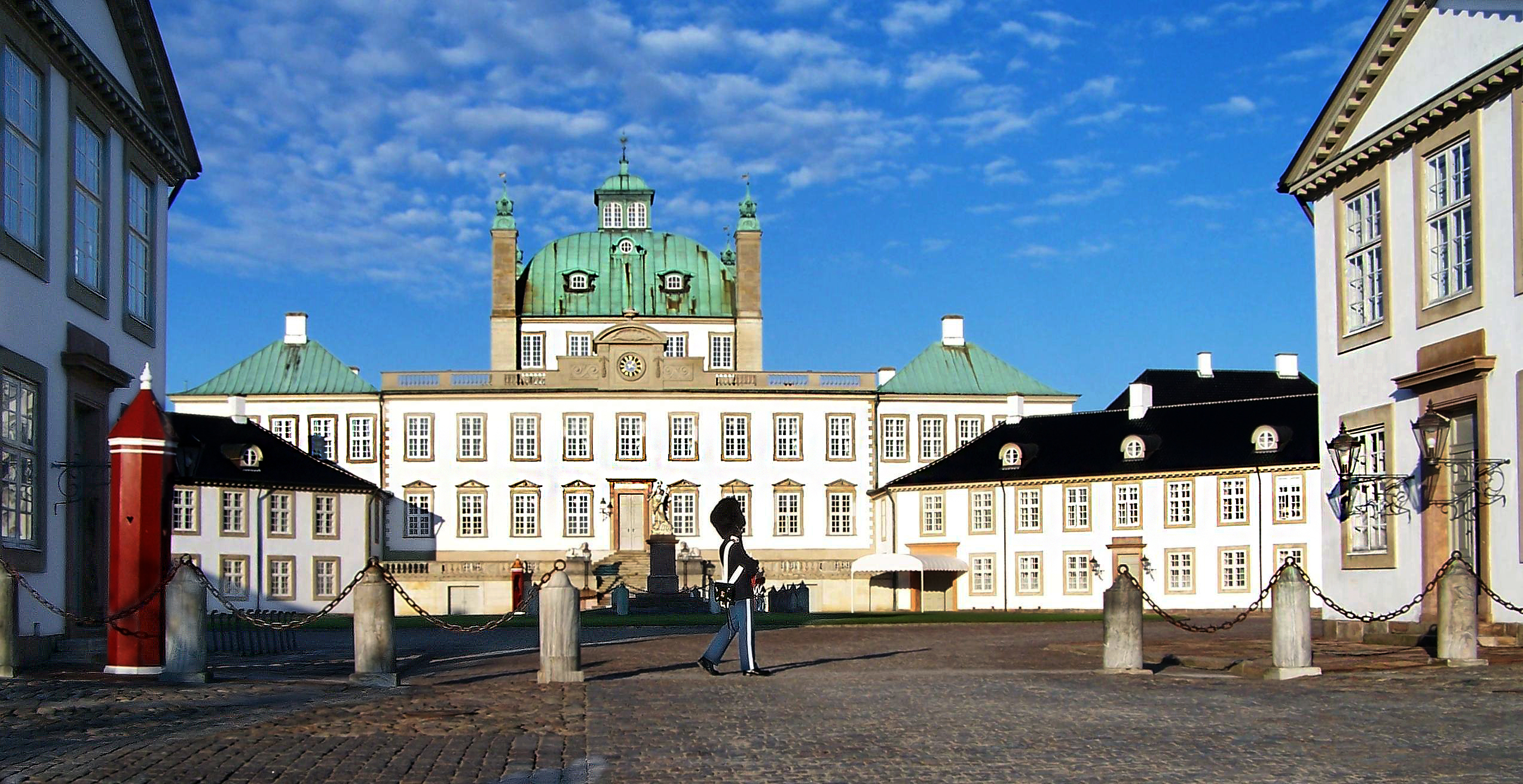
Schloss Fredensborg, Seeland
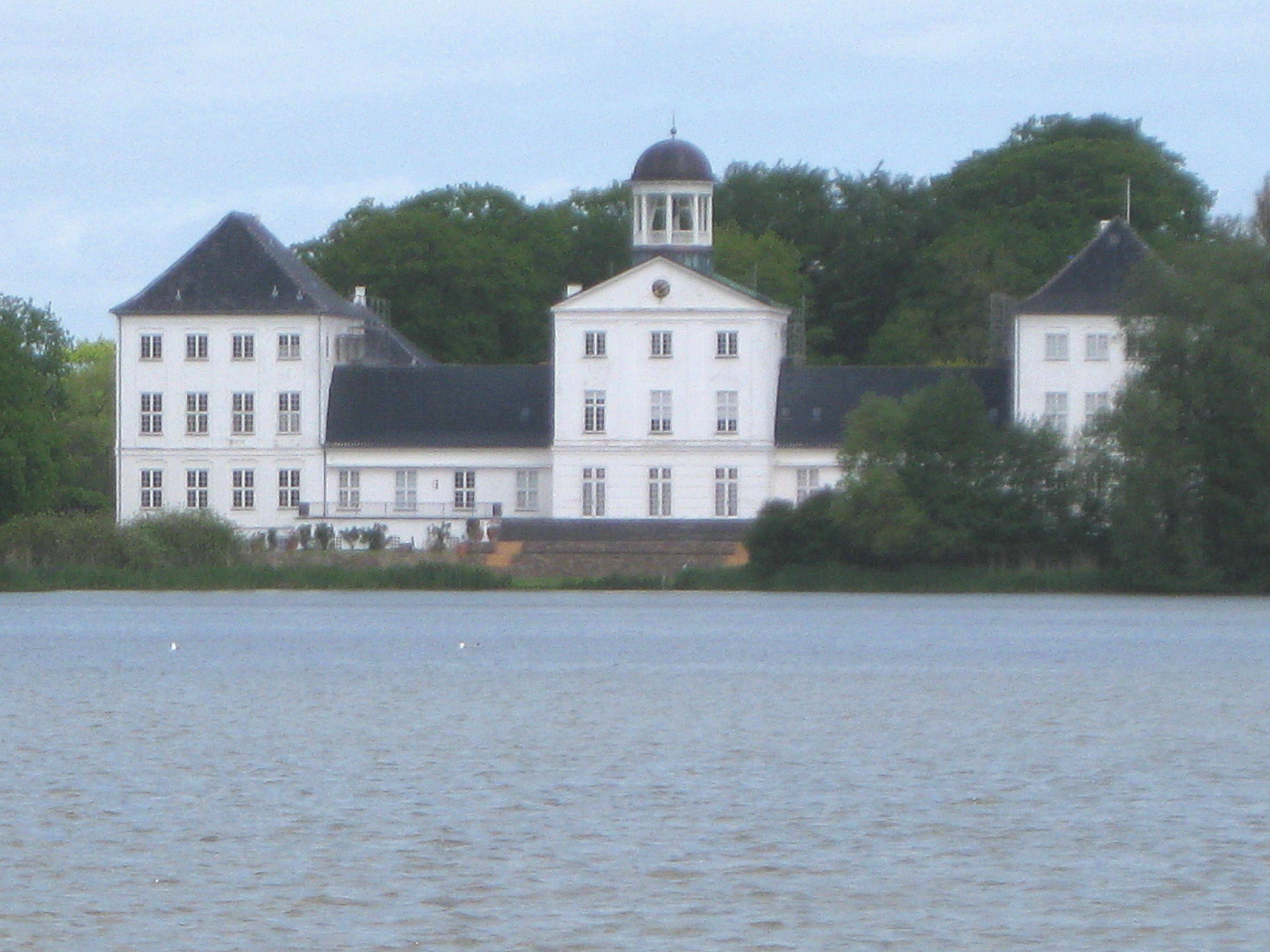
Schloss Gravenstein bei Sønderborg, Süddänemark

## Könige von Griechenland (1863–1973)

### Erstes Königreich Griechenland

Wappen des Königreichs Griechenland 1863–1936

| Name          | Regierungszeit | Bemerkungen                           |
| ------------- | -------------- | ------------------------------------- |
| Georg I.      | 1863–1913      | von Attentäter ermordet               |
| Konstantin I. | 1913–1917      | zur Abdankung gezwungen               |
| Alexander     | 1917–1920      |                                       |
| Konstantin I. | 1920–1922      | Abdankung                             |
| Georg II.     | 1922–1924      | Abdankung, Griechenland wird Republik |

### Zweites Königreich Griechenland

Wappen des Königreichs Griechenland 1936–1967

| Name           | Regierungszeit | Bemerkungen                                                                 |
| -------------- | -------------- | --------------------------------------------------------------------------- |
| Georg II.      | 1935–1947      | durch Volksabstimmung zurückgerufen, 1941–1946 im Exil                      |
| Paul           | 1947–1964      |                                                                             |
| Konstantin II. | 1964–1974      | seit 1967 wegen der Militärdiktatur im Exil, Abschaffung der Monarchie 1974 |

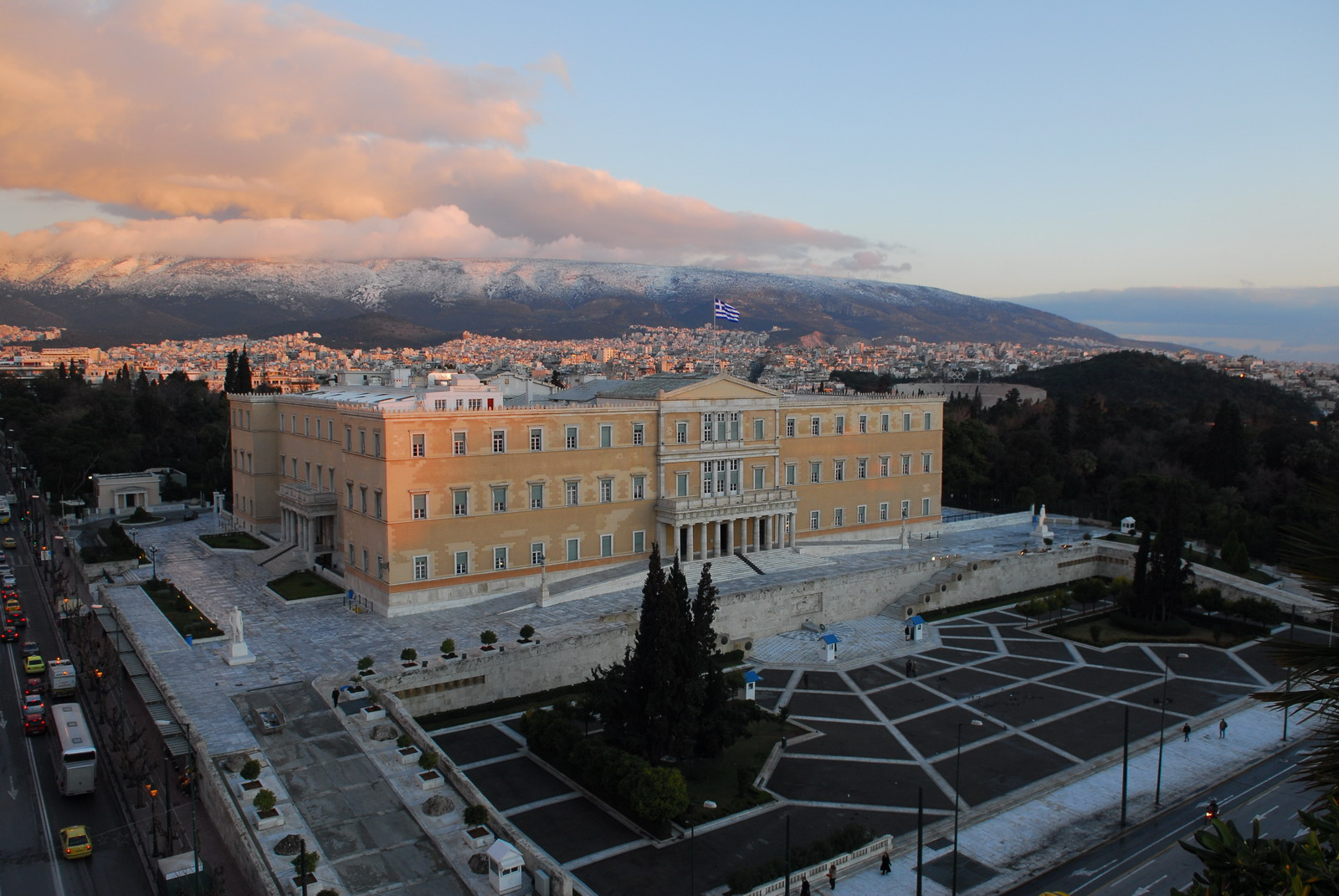
Königspalast Athen (seit 1929 Parlament)
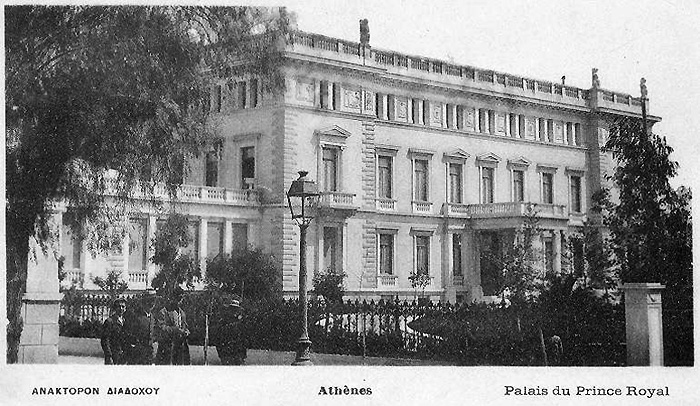
Kronprinzenpalast Athen (ab 1909 königliche Residenz)

## Könige von Norwegen (seit 1905)

Wappen des Königreichs Norwegen

| Name        | Regierungszeit |
| ----------- | -------------- |
| Haakon VII. | 1905–1957      |
| Olav V.     | 1957–1991      |
| Harald V.   | seit 1991      |

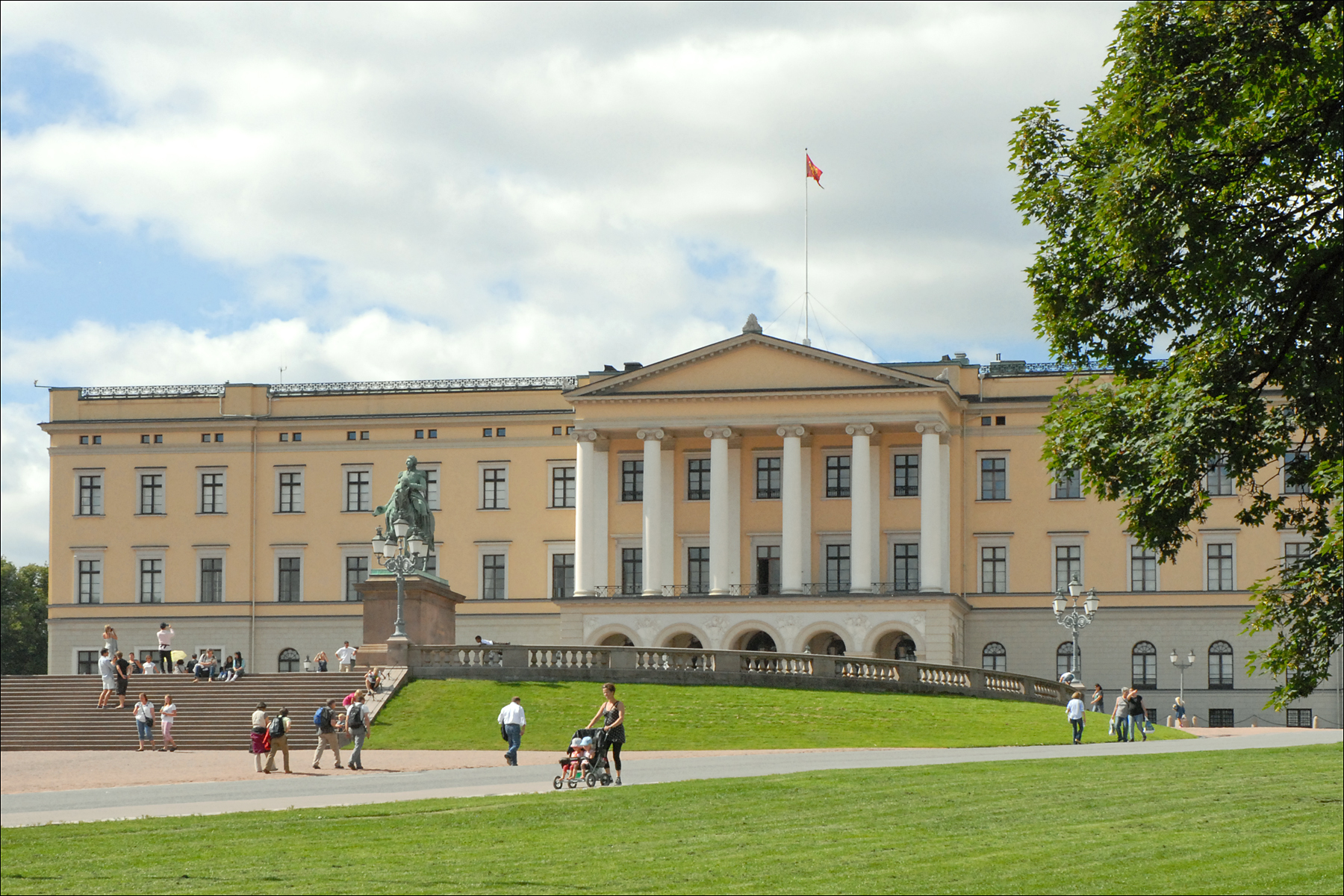
Königliches Schloss Oslo, Wohnsitz des Königspaares
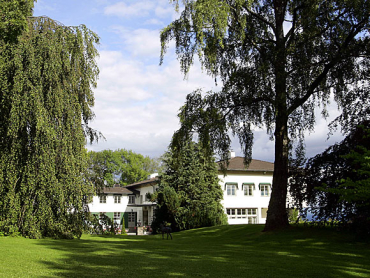
Gut Skaugum, Wohnsitz des Kronprinzen und seiner Familie
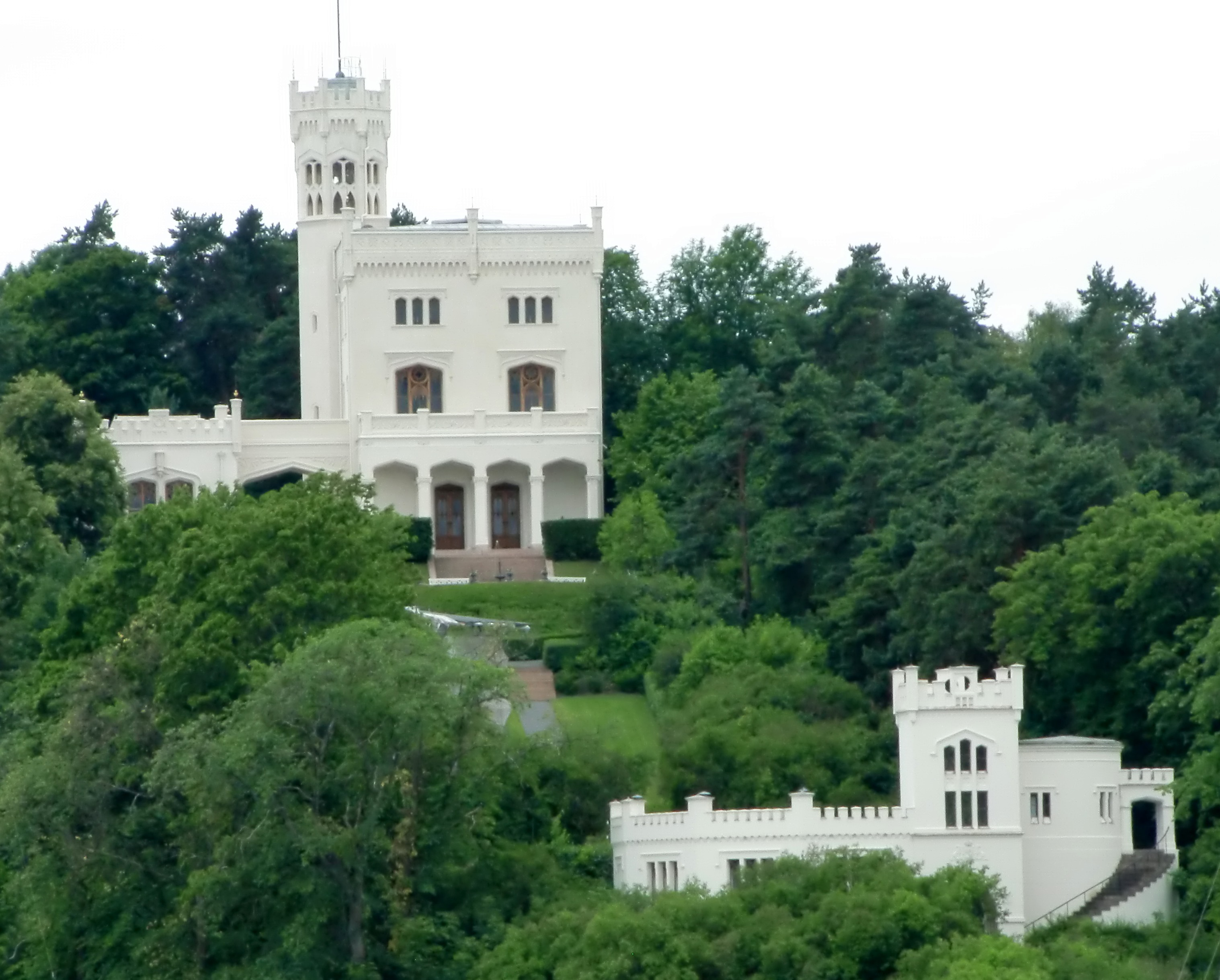
Schloss Oscarshall, auf der Halbinsel Bygdøy in Oslo

## Weitere bekannte Mitglieder des Hauses Glücksburg
- Sibylle Ursula von Braunschweig-Lüneburg (1629–1671), durch Heirat ab 1663 Herzogin von Schleswig-Holstein-Sonderburg-Glücksburg
- Sophie Hedwig von Schleswig-Holstein-Sonderburg-Glücksburg (1630–1652), holsteinische Prinzessin, designierte Herzogin von Sachsen-Zeitz
- Christiana von Schleswig-Holstein-Sonderburg-Glücksburg (1634–1701), Herzogin von Sachsen-Merseburg
- Friedrich (Schleswig-Holstein-Sonderburg-Glücksburg) (1701–1766), königlich dänischer General der Infanterie
- Julius von Schleswig-Holstein-Sonderburg-Glücksburg (1824–1993), dänischer General à la suite der Armee
- Johann von Schleswig-Holstein-Sonderburg-Glücksburg (1825–1911), Prinz von Schleswig-Holstein-Sonderburg-Glücksburg
- Albert zu Schleswig-Holstein-Sonderburg-Glücksburg (1863–1948), preußischer Generalleutnant, Präsident des Deutschen Fliegerbundes
- Viktoria Adelheid von Schleswig-Holstein-Sonderburg-Glücksburg (1885–1970), letzte Herzogin von Sachsen-Coburg und Gotha, Großmutter des amtierenden schwedischen Königs Carl XVI. Gustaf
- Alexandra Viktoria von Schleswig-Holstein-Sonderburg-Glücksburg (1887–1957), Prinzessin von Preußen
- Helena von Schleswig-Holstein-Sonderburg-Glücksburg (1888–1962), durch Heirat Angehörige des dänischen Königshauses
- Friedrich Ferdinand zu Schleswig-Holstein-Sonderburg-Glücksburg (1913–1989), deutscher Offizier, Bürgervorsteher von Glücksburg
- Alexandra von Griechenland (1921–1993), Ehefrau Peters II. von Jugoslawien
- Ingeborg Prinzessin zu Schleswig-Holstein-Sonderburg-Glücksburg (* 1956), deutsche Malerin
- Philip, Duke of Edinburgh (1921–2021), Enkel König Georgs I. von Griechenland, Sohn von Prinz Andreas von Griechenland, Ehemann von Elisabeth II. Die Nachkommen von Philip und Elisabeth gehören  dagegen gemäß Letters Patent vom 9. April 1952 zum Haus Windsor, siehe Haus Windsor#Nachkommen von Königin Elisabeth II.
- Königin Sofía von Spanien (* 1938). Ehefrau von König Juan Carlos von Spanien, Schwester des letzten Königs von Griechenland Konstantin II.
- Kronprinz Haakon von Norwegen (* 1973), Thronfolger des Königreichs Norwegen
- Prinzessin Ingrid Alexandra von Norwegen (* 2004), Tochter von Kronprinz Haakon und Prinzessin von Norwegen
- Prinz Sverre Magnus von Norwegen (* 2005), Sohn von Kronprinz Haakon und Prinz von Norwegen

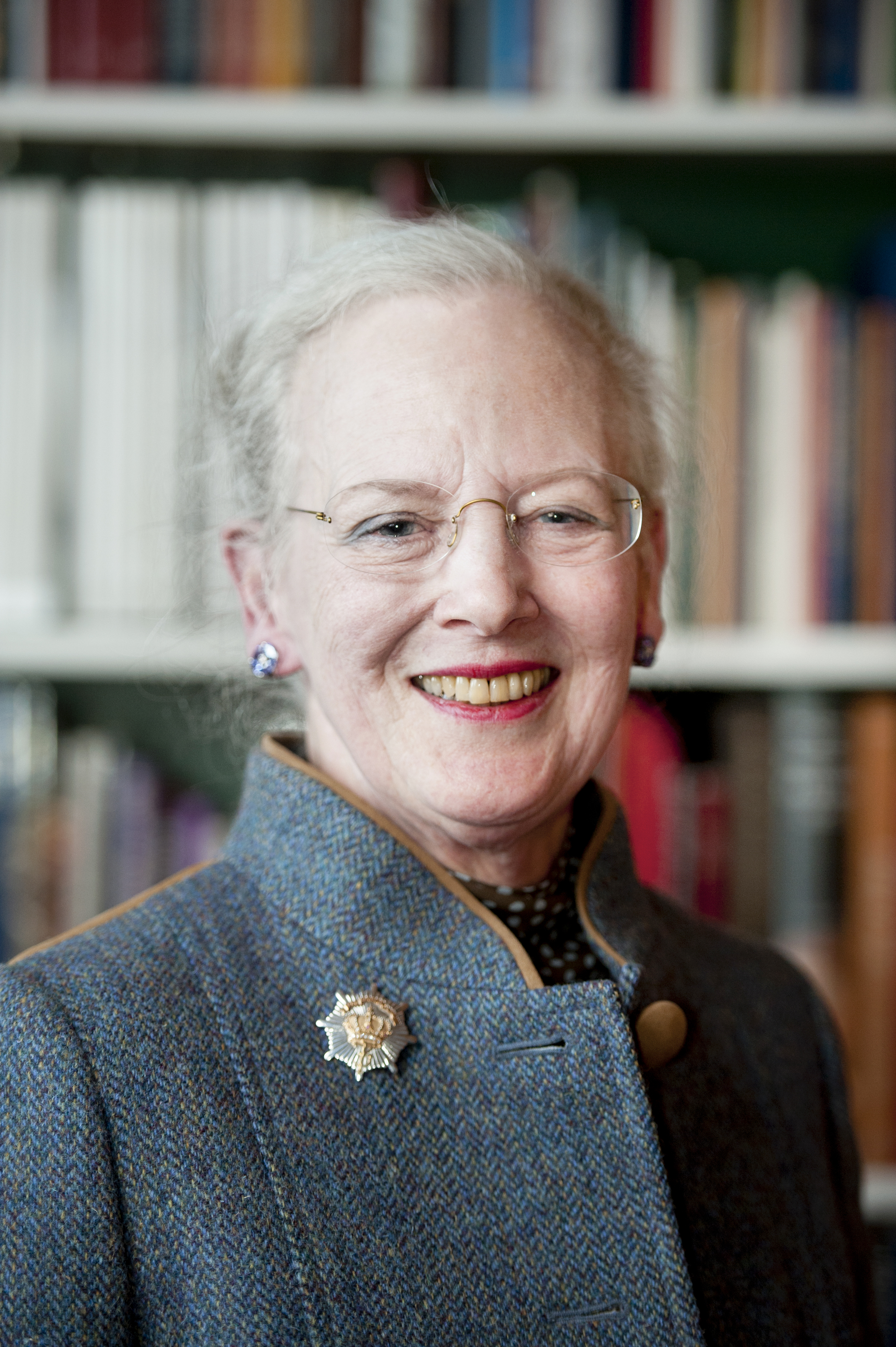
Königin Margrethe II. von Dänemark (* 1940)
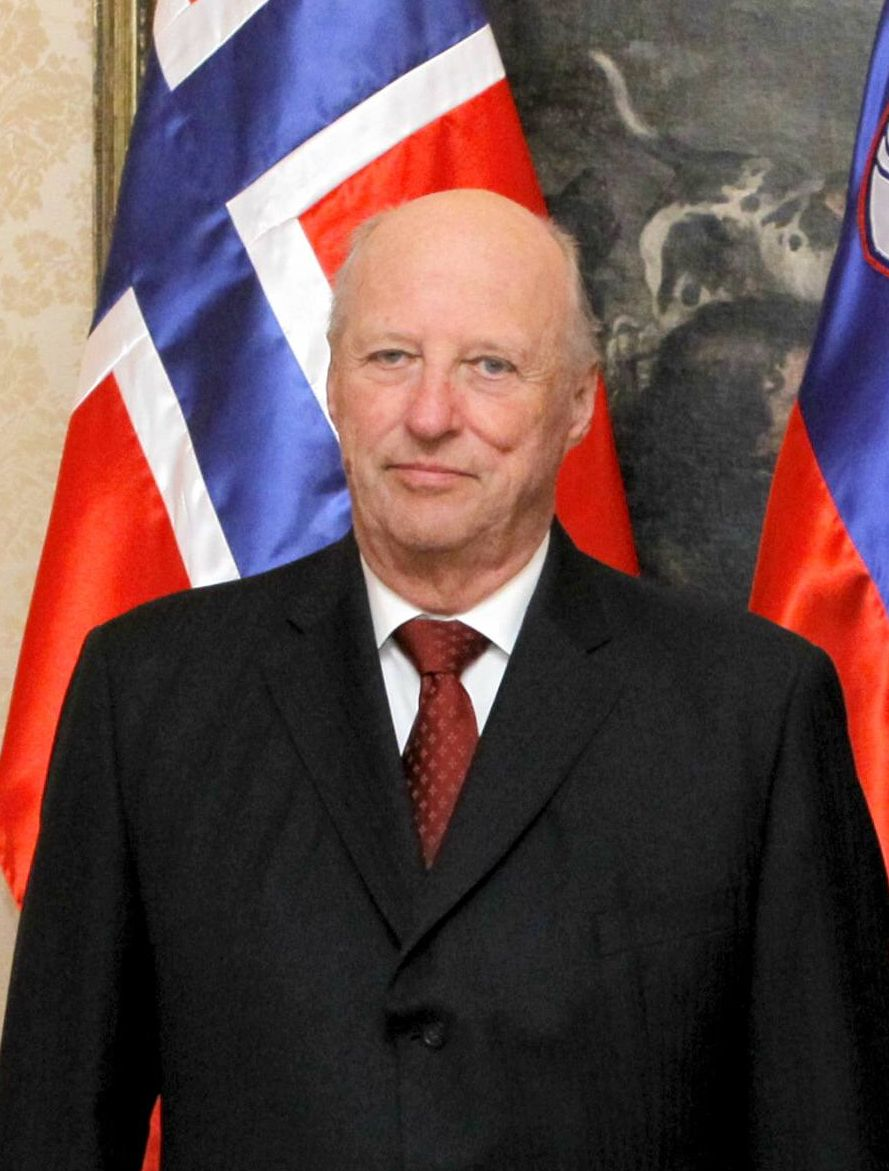
König Harald V. von Norwegen (* 1937)
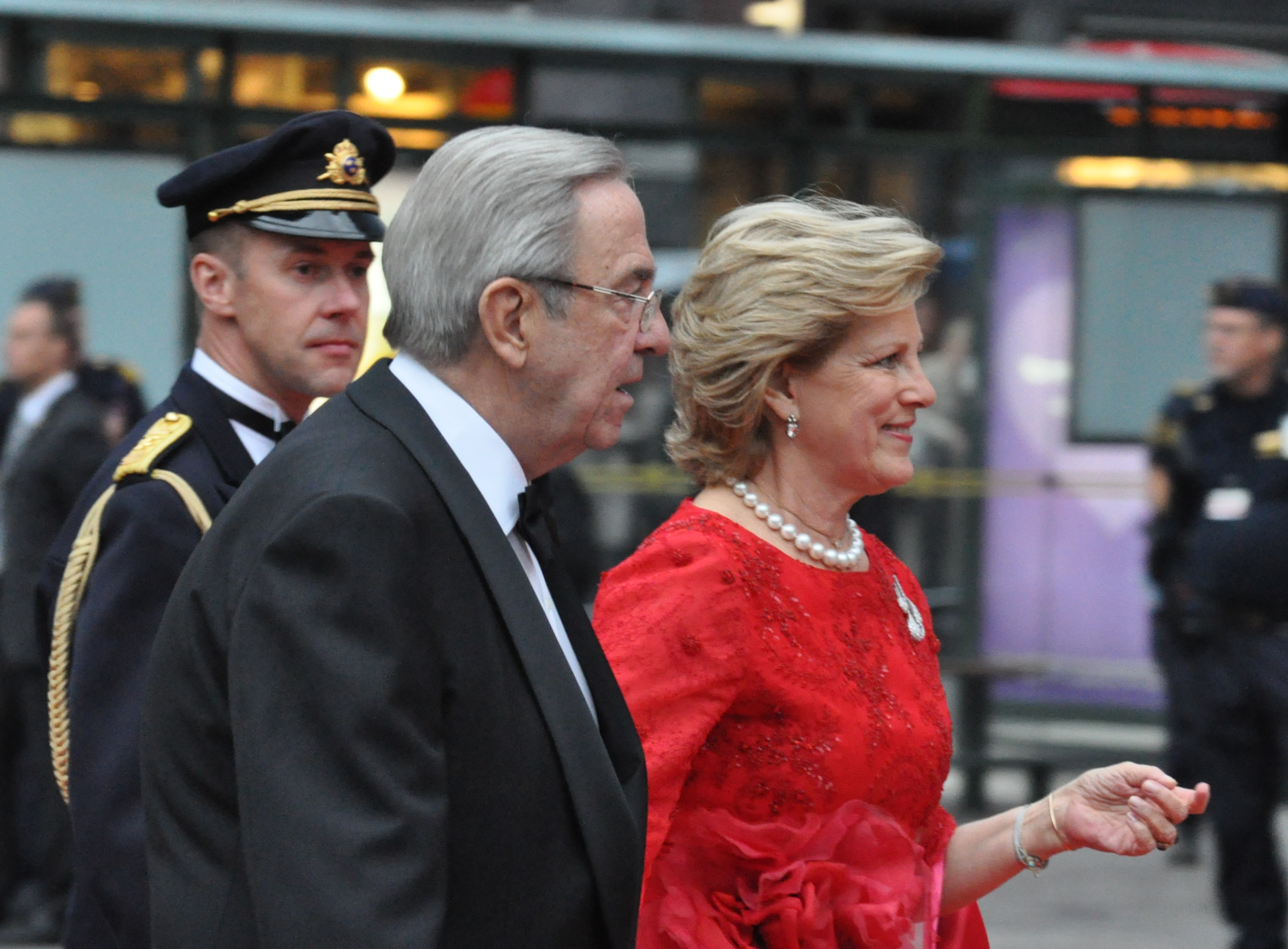
König Konstantin II. von Griechenland (1940–2023) und Königin Anne-Marie, Prinzessin von Dänemark (* 1946)
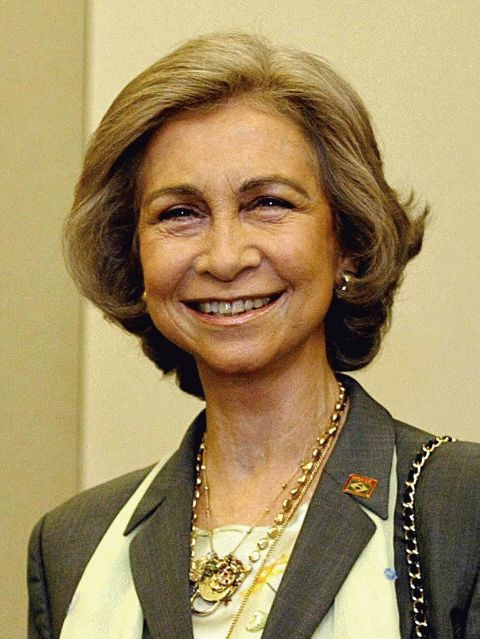
Königin Sophia von Spanien, Prinzessin von Griechenland und Dänemark (* 1938)
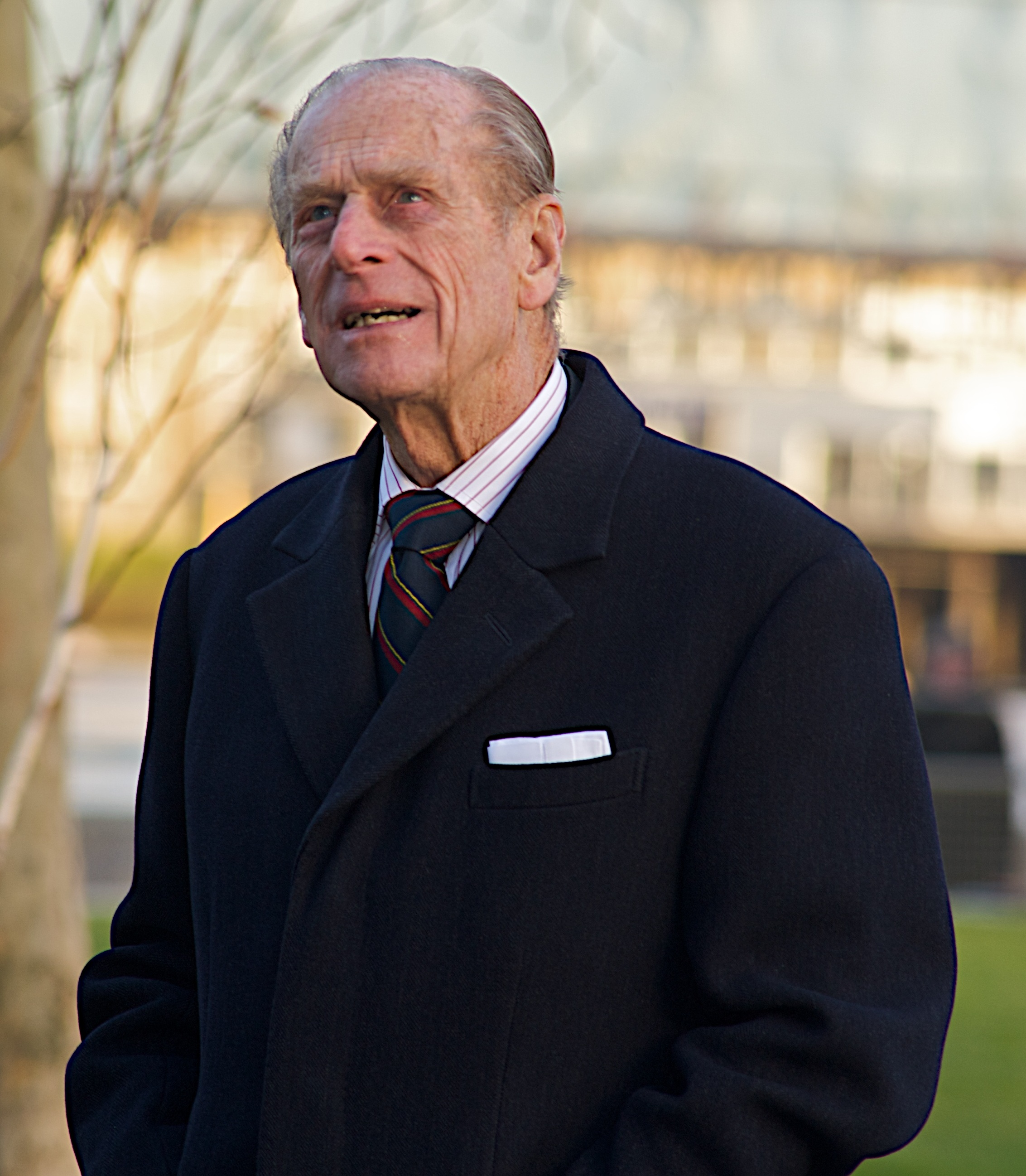
Philip, Duke of Edinburgh (1921–2021)